# Олена Аргир
Олена Аргир (*Ἑλένη Ἀργυρή, д/н —1033) — цариця Грузії.

## Життєпис
Походила з аристократичного роду Аргирів. Донька Василя Аргира, патрикія та військовика. Втратила батька десь наприкінці 1020-х років. У 1032 році її стрийко імператор Роман III Аргир та Маріам, мати-регентша царя Баграта IV — Маріам. Того ж року відбувся шлюб Олени та Баграта. На той час їй було близько 14 років. Результатом шлюбу було укладання миру та союзу між Візантією та Грузією. В якості посагу Олена Аргир принесла святині — цвях з хреста Ісуса Хреста, цінні ікони та коштовності. Разом з Аргир до Грузії прибули поети, скульптори та художники.
Але 1033 року Олена раптово померла в Кутаїсі.